# Représentations diplomatiques de Bahreïn

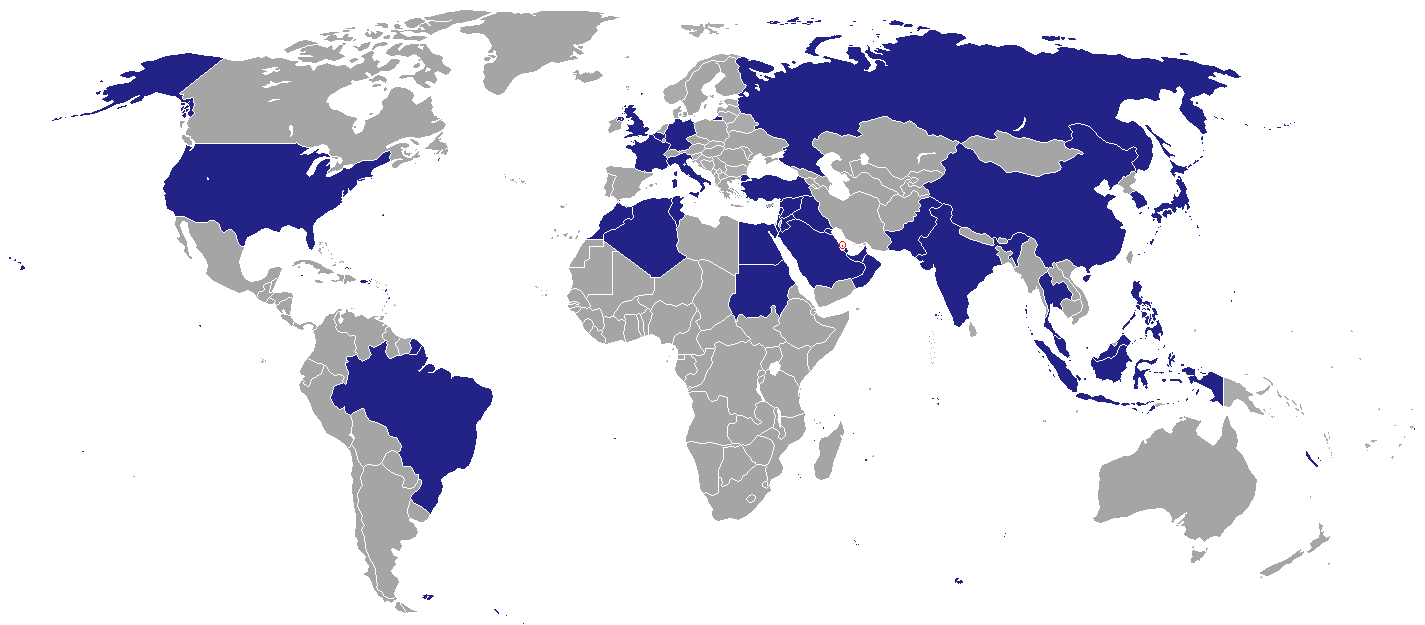
Représentations diplomatiques de Bahreïn.

Ceci est une liste des représentations diplomatiques de Bahreïn, à l'exclusion des consulats honoraires.

## Afrique
- Algérie
  - Alger (ambassade)
- Égypte
  - Le Caire (ambassade)
- Maroc
  - Rabat (ambassade)
  - Laâyoune (consulat général)
- Soudan
  - Khartoum (ambassade)
- Tunisie
  - Tunis (ambassade)

## Amérique
- Brésil
  - Brasilia (ambassade)
- États-Unis
  - Washington (ambassade (en))

## Asie
- Arabie saoudite
  - Riyad (ambassade)
  - Djeddah (consulat général)
- Chine
  - Pékin (ambassade)
- Corée du Sud
  - Séoul (ambassade)
- Émirats arabes unis
  - Abou Dabi (ambassade)
- Inde
  - New Delhi (ambassade)
  - Bombay (consulat général)
- Indonésie
  - Jakarta (ambassade)
- Irak
  - Bagdad (ambassade)
  - Nadjaf (consulat général)
- Japon
  - Tokyo (ambassade)
- Jordanie
  - Amman (ambassade)
- Koweït
  - Koweït (ambassade)
- Liban
  - Beyrouth (ambassade)[1]
- Malaisie
  - Kuala Lumpur (ambassade)
- Oman
  - Mascate (ambassade)
- Pakistan
  - Islamabad (ambassade (en))
  - Karachi (consulat général)
- Qatar
  - Doha (ambassade}
- Syrie
  - Damas (ambassade)
- Thaïlande
  - Bangkok (ambassade)
- Turquie
  - Ankara (ambassade)

## Europe
- Belgique
  - Bruxelles (ambassade)
- France
  - Paris (ambassade)
- Allemagne
  - Berlin (ambassade)
- Italie
  - Rome (ambassade)
- Royaume-Uni
  - Londres (ambassade)
- Russie
  - Moscou (ambassade)

## Organisations internationales
- Union européenne
  - Bruxelles (mission)
- Ligue arabe
  - Le Caise (mission permanente)
- ONU
  - Genève (mission permanente auprès des Nations unies et d'autres organisations internationales)
  - New York (mission permanente)

## Galerie

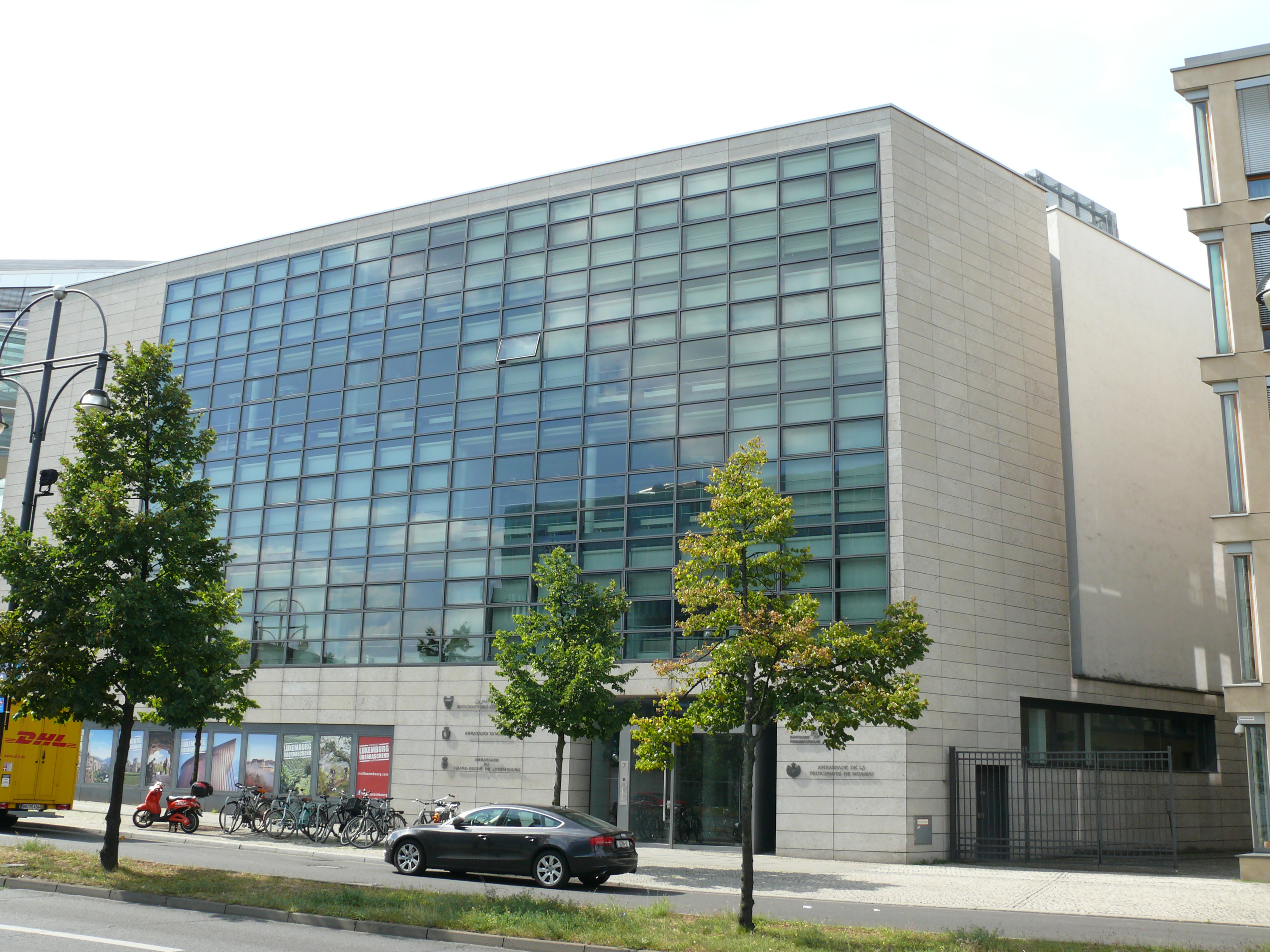
Ambassade à Berlin.
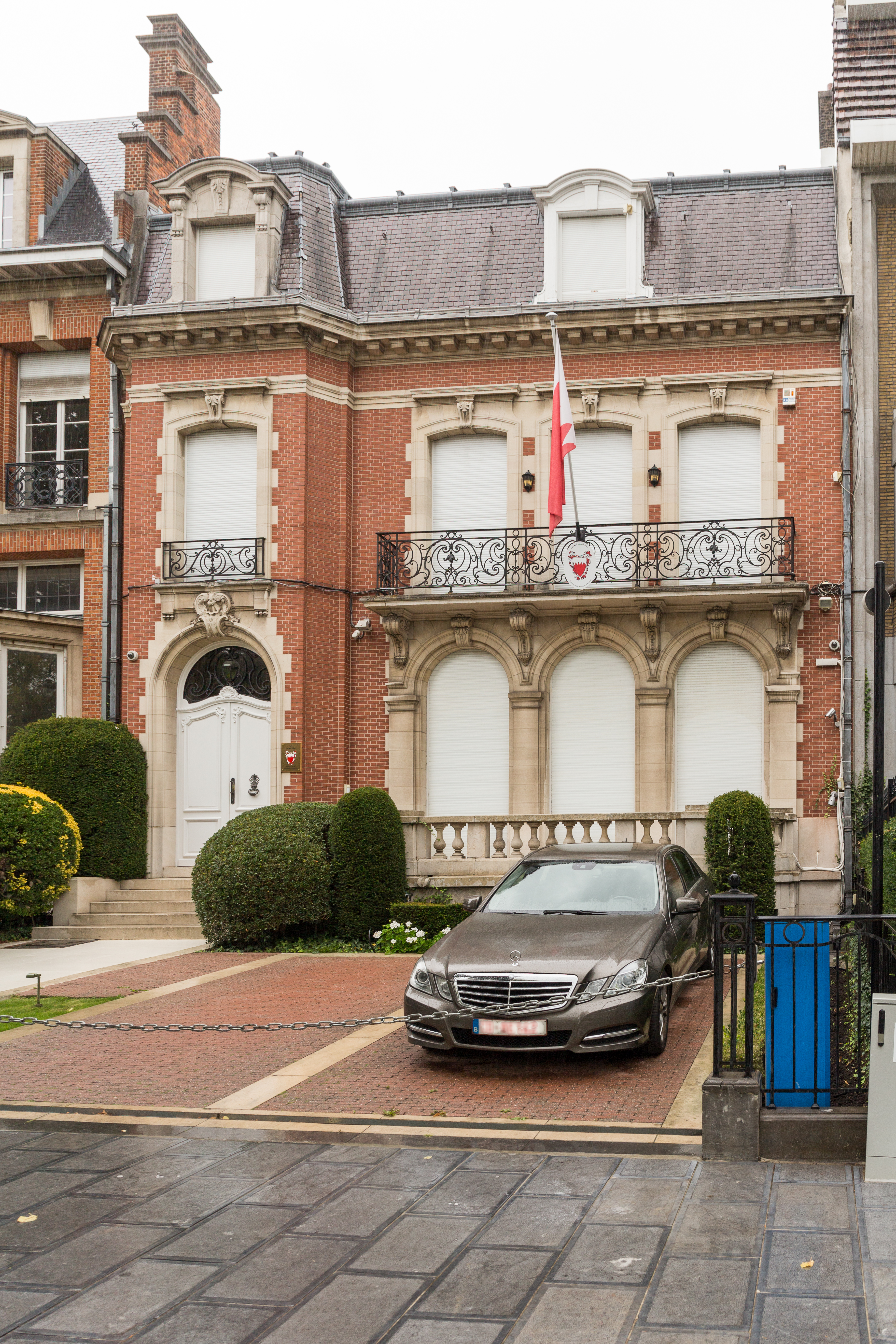
Ambassade à Bruxelles.
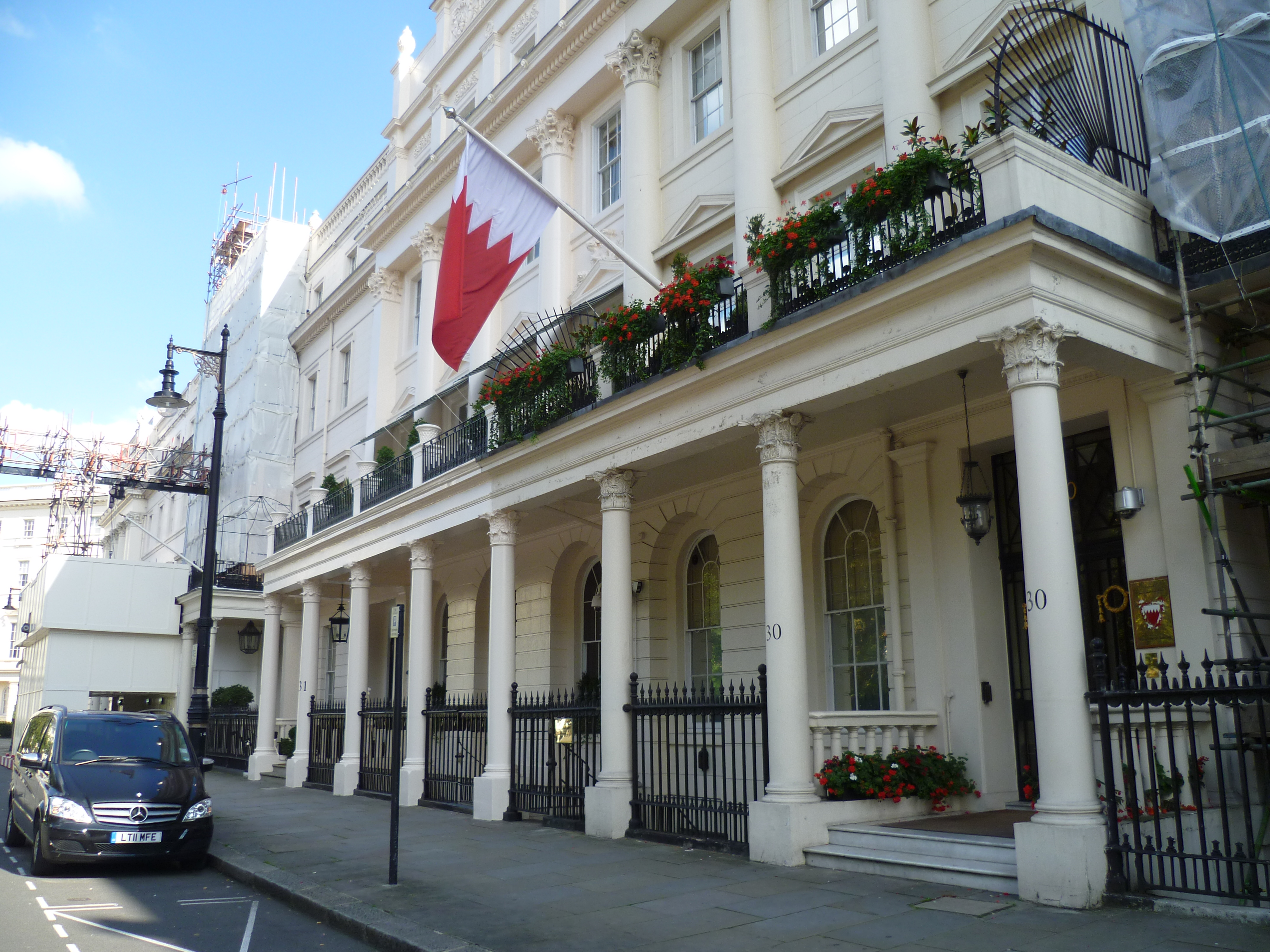
Ambassade à Londres.
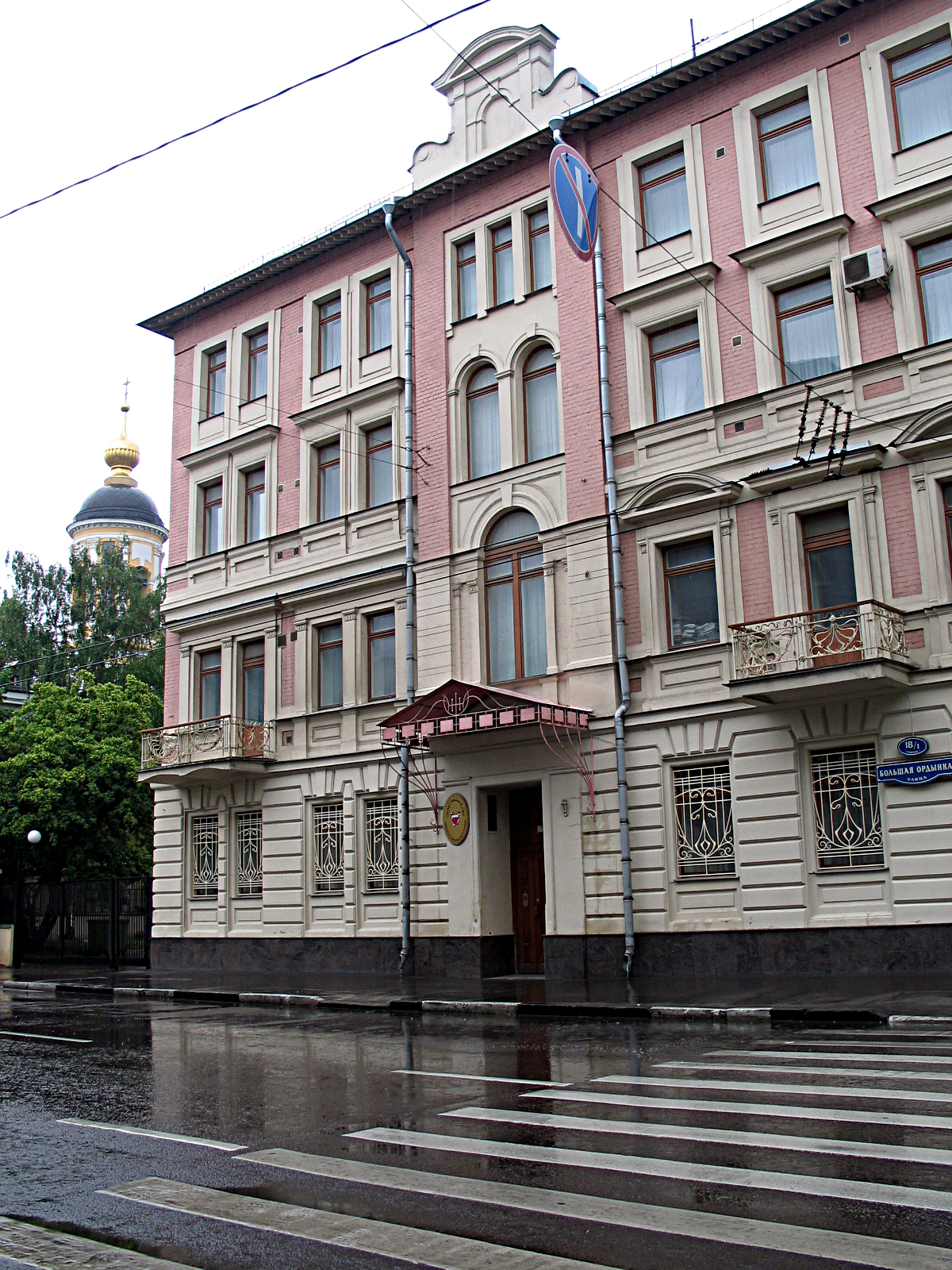
Ambassade à Moscou.
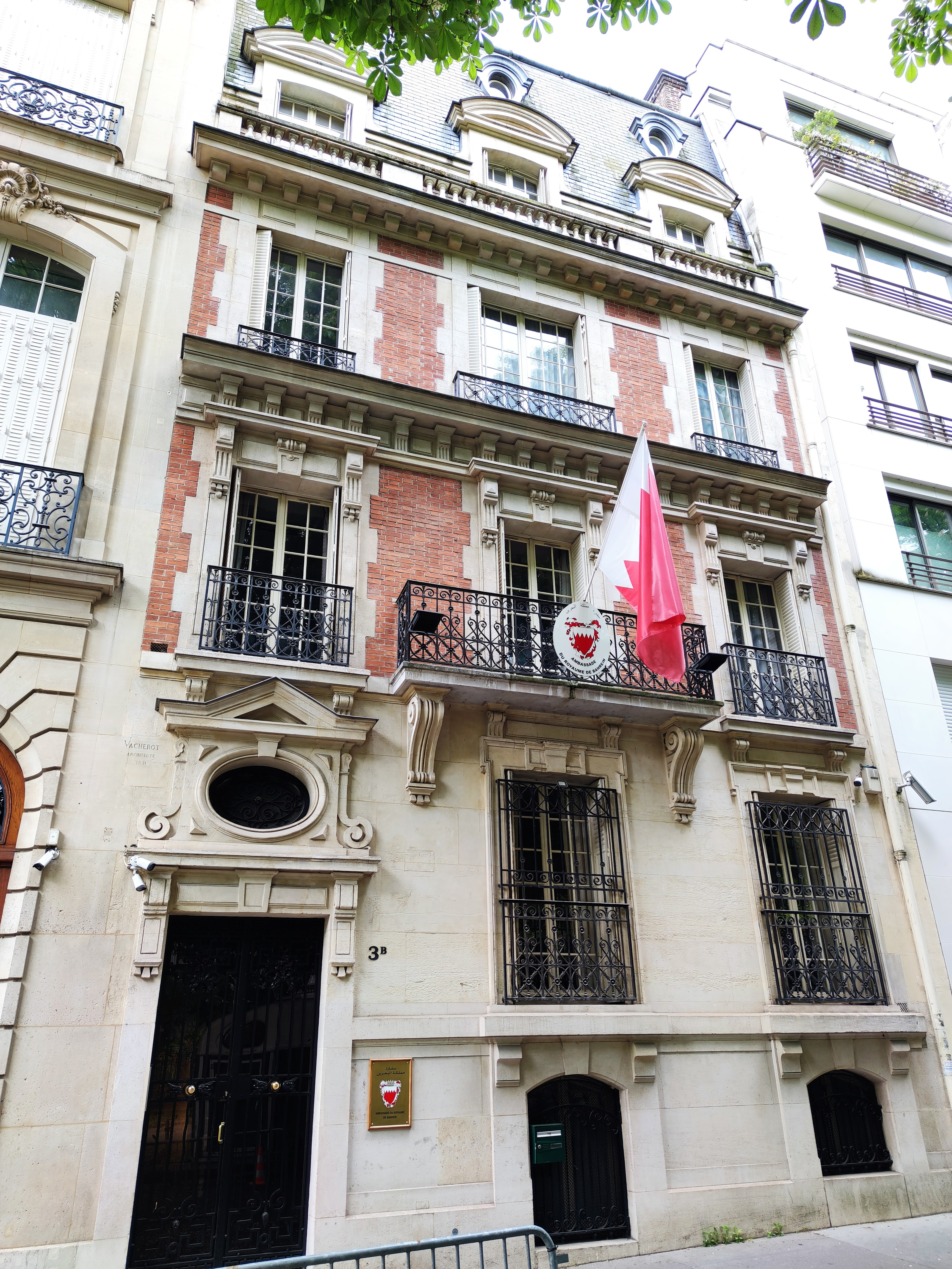
Ambassade à Paris.
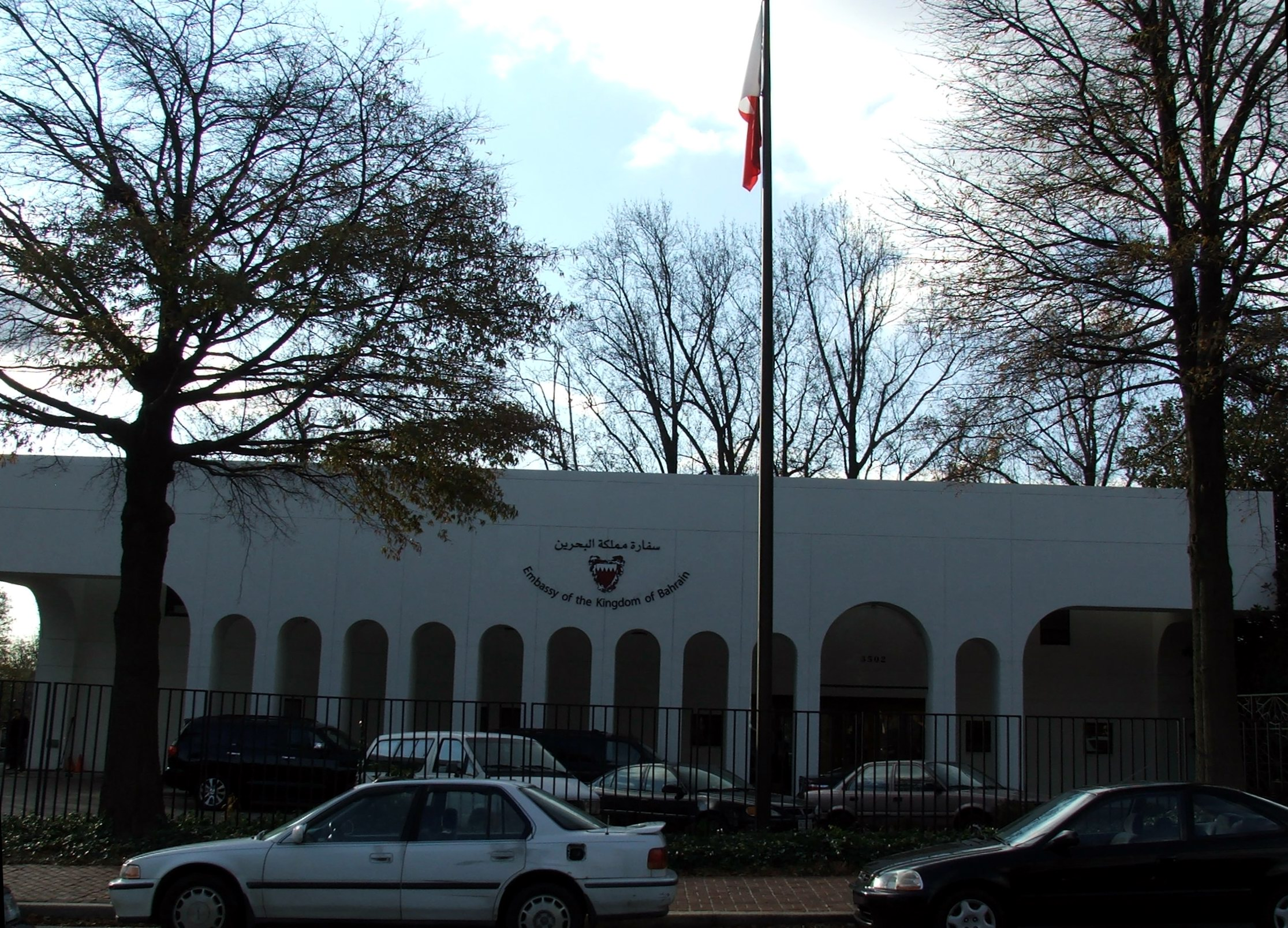
Ambassade à Washington.